# ラルフ・ヴァーニー (初代ヴァーニー伯爵)
初代ヴァーニー伯爵ラルフ・ヴァーニー（英語: Ralph Verney, 1st Earl Verney、1683年3月18日洗礼 – 1752年10月4日）は、イギリスの政治家、アイルランド貴族。はじめはトーリー党所属だったが、後にホイッグ党に鞍替えした。

## 生涯
初代ファーマナ子爵ジョン・ヴァーニーと1人目の妻エリザベス・パルマー（Elizabeth Palmer、1665年頃 – 1686年5月20日、ラルフ・パルマーの娘）の息子としてリトル・チェルシーで生まれ、1683年3月18日にケンジントンで洗礼を受けた。1695年頃から1700年までハックニーの学校で教育を受けた後、1700年10月12日にオックスフォード大学マートン・カレッジに入学した。その後、数年間ミドル・テンプルを通ったが、正式には入学しなかったという。1717年6月23日に父が死去すると、ファーマナ子爵の爵位を継承した。
1717年の補欠選挙でアマーシャム選挙区から出馬して当選、1719年の便宜的国教徒禁止法廃止法案と貴族法案（Peerage Bill）でトーリー党の一員として反対票を投じた。1722年イギリス総選挙で再選したが、1727年イギリス総選挙と1734年イギリス総選挙には出馬しなかった。その後、ウェンドーヴァーの不動産を購入しはじめ、1741年イギリス総選挙でウェンドーヴァー選挙区で当選できるまでに影響力をつけた。以降は与党側で投票して、1743年3月22日にヴァーニー伯爵に叙された。ウェンドーヴァーでの投資も続き、第2代エグモント伯爵ジョン・パーシヴァルが1749年頃から1750年まで行った選挙区調査ではヴァーニーがウェンドーヴァー選挙区の2議席ともに掌握しているとされた。
1752年10月4日にリトル・チェルシーで死去、20日にミドル・クレイドンで埋葬された。息子ラルフが爵位を継承した。

## 家族
1708年2月24日、キャサリン・パシャル（Catherine Paschall、1748年11月28日没、ヘンリー・パシャルの娘）と結婚、2男2女をもうけた。
- ジョン（1711年4月8日洗礼 – 1737年6月3日） - 1736年7月、メアリー・ニコルソン（Mary Nicholson、ジョサイアス・ニコルソンの娘）と結婚、子供あり。初代ファーマナ女男爵メアリー・ヴァーニーの父
- ラルフ（英語版）（1714年 – 1791年） - 第2代ヴァーニー伯爵
- エリザベス（1756年6月7日没） - 1748年6月28日、第3代ハーバラ伯爵ベネット・シェラードと結婚
- キャサリン（1750年8月17日没）